# Rapala schistacea
Rapala schistacea är en fjärilsart som beskrevs av Moore 1879. Rapala schistacea ingår i släktet Rapala och familjen juvelvingar. Inga underarter finns listade.

## Bildgalleri

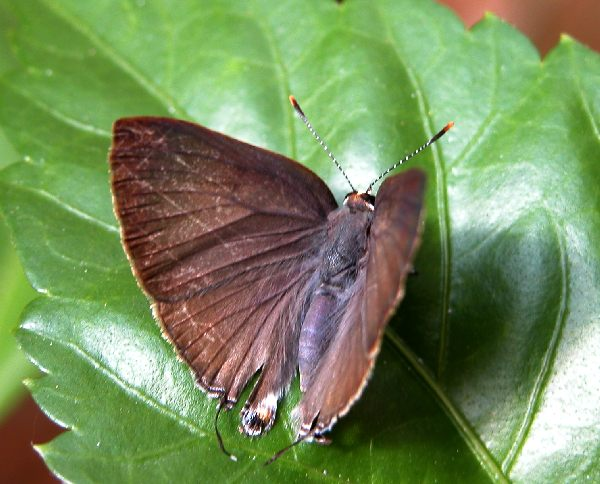
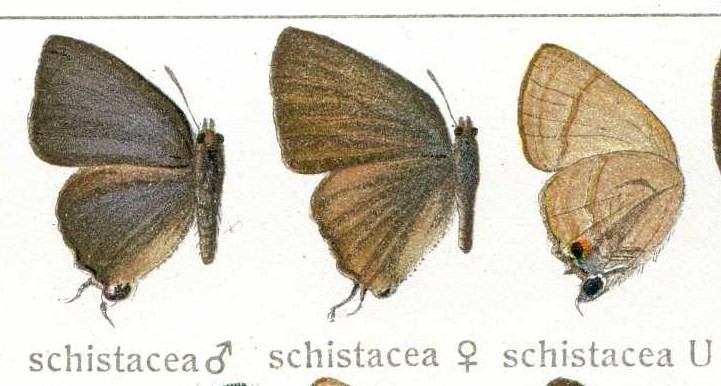